# Киркоп
Киркоп (мальт. Kirkop) — небольшая деревня на юге Мальты с населением 2185 чел. (ноябрь 2005). В деревне расположено предприятие STMicroelectronics, производство которого составляет 60 % всего экспорта Мальты. Приходская церковь в деревне построена в честь св. Леонарда, а праздник в день этого святого является одним из основных. Вторым по значимости является праздник в день св. Иосифа, который отмечается летом.